# Ofenbach
 (novembre 2022).
Pour les articles homonymes, voir Offenbach (homonymie).
Ofenbach est un duo de musique électronique français originaire de Paris, formé en 2015 par Dorian Lux et César de Rummel. Le groupe se fait remarquer en 2017 grâce à son single Be Mine, qui connaît un succès mondial, se classant dans les meilleures places des charts internationaux,, et accumulant plus de 500 millions de streams.
En 2024, Ofenbach devient le groupe français le plus écouté à l'échelle mondiale,,, totalisant environ 4,5 milliards de streams,. Leur premier album, intitulé « I », est certifié disque d'or en France et disque de diamant au niveau international, avec plus de 100 000 exemplaires vendus.

## Biographie
Ofenbach réunit Dorian Lux (fils d'Ariane Séguillon et arrière-petit-fils de Guy Lux) et César de Rummel, deux amis d'enfance parisiens,,,. Le premier est chanteur et guitariste ;  le second est pianiste et batteur. Les deux Parisiens sont voisins depuis toujours et se rencontrent à l'école lors d’une démonstration d’alarme incendie où ils se retrouvent l’un à côté de l’autre. Ils ne se sont plus quittés.
Après le lycée, ils s’inscrivent tous les deux dans une école de cinéma, continuent à s'intéresser à la musique et se mettent à la composition. Ils s'intéressent à la deep house, notamment Robin Schulz et Bakermat mais aussi la French Touch de leur enfance : Daft Punk, Stardust, Étienne de Crécy, Ed Banger, Cassius, Justice. Leur objectif affiché est alors de contribuer à une French Touch 2.1. Après de nombreux mix dans des bars underground parisiens, le duo se trouve enfin un nom de scène : Ofenbach, inspiré d’une partition musicale de Jacques Offenbach appartenant à César, posée sur son piano. Ils considèrent que leur nom est leur manière de rendre hommage à la musique sans la plagier.
Après quelques singles publiés au cours de l'année 2015 (What I Want, You Don't Know Me), le morceau Be Mine sort en 2016 et devient un succès populaire se classant en France à la 5e place, et dans d'autres charts à l'international,,,.
En 2017, le duo reprend le morceau Katchi du chanteur-compositeur californien Nick Waterhouse, reprise aux influences deep house, rock et pop. Le groupe participe à plusieurs festivals comme La Nuit de l'Erdre, Les Francofolies de la Rochelle en 2017 et au Festival des Vieilles Charrues le 21 juillet 2018. Il participe également à l’édition 2018 du City Truck Festival à La Pommeraye. Le duo mixe, le 16 mai 2018, au Parc Olympique lyonnais en ouverture de la finale de la Ligue Europa entre l'Olympique de Marseille et l'Atletico de Madrid. Ofenbach mixe le 28 juillet 2018 à Boom (Belgique) à l'occasion du festival Tomorrowland. Ils se produisent sur la scène Organ of Harmony pendant une heure. Avec l’aide de Julien Bertrand, le groupe compose le morceau Rock It.
Ofenbach compose et sort en 2020 Head Shoulders Knees and Toes. En janvier 2021, ils sortent le single Wasted Love et son clip. Le groupe participe, le 2 avril 2021, aux cinq ans de l'événement FunRadio Ibiza Expérience (by Hï) à l'Accorhotel Arena, aux côtés de Diplo, Lucas & Steve, Showtek, Dimitri Vegas & Like Mike ou encore Lost Frequencies.
Le groupe apparaît dans de nombreuses émissions de télévision en France et en Europe, notamment la parade des drapeaux (flag parade) du Concours Eurovision de la chanson Junior 2021, Star Academy sur TF1, Tempo Che Fa ou les Enfoirés dont ils rejoignent la troupe en 2022 ,,.
Le 28 Octobre 2023, le groupe se produit pour la première fois au Zénith de Paris. 
Lors de la Cérémonie de clôture des Jeux paralympiques d'été de 2024, le duo se produit avec 23 autres artistes choisis pour l'occasion par Victor Le Masne, dont Jean-Michel Jarre, Kungs et Kavinsky.

## Activités annexes
À côté de leurs singles et de leurs hits radio, le groupe compose aussi de la musique pour le cinéma. En effet, Michel Denisot pense à eux lors du tournage de son film Toute ressemblance... et leur demande d’en composer la musique. Ils écrivent une quinzaine de morceaux inédits et y synchronisent leurs tubes Rock It, Paradise et Be Mine.
Toujours dans la sphère médiatique, les Ofenbach sont nommés tous les ans depuis 2017 dans la catégories DJ de l’année au NRJ Music Awards aux côtés d'autres DJ renommés, tels que David Guetta et DJ Snake,.
En 2018, ils sont nommés dans le classement Vanity Fair des 50 Français les plus influents dans le Monde.
Ils font aussi la couverture du numéro #30 de DJ Mag en 2021 en France et peu de temps après en Espagne.

## Discographie

### Albums studio
| Année | Singles  | Classement | Classement | Certifications |
| Année | Singles  | FRA        | SUI        | Certifications |
| ----- | -------- | ---------- | ---------- | -------------- |
| 2019  | Ofenbach | 77         | —          | - : Or         |
| 2022  | I        | 67         | 93         | - : Or         |

### Singles
| Année                                                                            | Singles                                                                 | Meilleure position | Meilleure position | Meilleure position | Meilleure position | Meilleure position | Meilleure position | Meilleure position | Meilleure position | Meilleure position | Meilleure position | Meilleure position | Meilleure position | Album    |
| Année                                                                            | Singles                                                                 | FRA                | ALL                | AUT                | BEL (FL)           | BEL (WAL)          | É-U Dance          | IT                 | NOR                | P-B                | R-U                | SUE                | SUI                | Album    |
| -------------------------------------------------------------------------------- | ----------------------------------------------------------------------- | ------------------ | ------------------ | ------------------ | ------------------ | ------------------ | ------------------ | ------------------ | ------------------ | ------------------ | ------------------ | ------------------ | ------------------ | -------- |
| 2014                                                                             | Around the Fire                                                         | —                  | —                  | —                  | —                  | —                  | —                  | —                  | —                  | —                  | —                  | —                  | —                  |          |
| 2014                                                                             | Don't Worry, Be Happy (avec Henri PFR)                                  | —                  | —                  | —                  | —                  | —                  | —                  | —                  | —                  | —                  | —                  | —                  | —                  |          |
| 2014                                                                             | What I Want (avec Karlk)                                                | —                  | —                  | —                  | —                  | —                  | —                  | —                  | —                  | —                  | —                  | —                  | —                  |          |
| 2014                                                                             | Kumbaye (avec FDVM)                                                     | —                  | —                  | —                  | —                  | —                  | —                  | —                  | —                  | —                  | —                  | —                  | —                  |          |
| 2015                                                                             | Above the Clouds (avec Bear's Den)                                      | —                  | —                  | —                  | —                  | —                  | —                  | —                  | —                  | —                  | —                  | —                  | —                  |          |
| 2015                                                                             | You Don't Know Me (feat. Brodie Barclay)                                | —                  | —                  | —                  | —                  | —                  | —                  | —                  | —                  | —                  | —                  | —                  | —                  |          |
| 2016                                                                             | Be Mine                                                                 | 5                  | 11                 | 4                  | 38                 | 15                 | —                  | 7                  | —                  | —                  | —                  | 97                 | 6                  | Ofenbach |
| 2017                                                                             | Katchi (vs. Nick Waterhouse)                                            | 1                  | 9                  | 5                  | —                  | 12                 | —                  | 19                 | —                  | —                  | —                  | —                  | 6                  | Ofenbach |
| 2018                                                                             | Party (vs. Lack Of Afro feat. Wax & Herbal T)                           | 60                 | —                  | —                  | —                  | —                  | —                  | —                  | —                  | —                  | —                  | —                  | —                  |          |
| 2018                                                                             | Paradise (feat. Benjamin Ingrosso)                                      | 24                 | —                  | —                  | —                  | 8                  | —                  | —                  | —                  | —                  | —                  | 99                 | —                  | Ofenbach |
| 2019                                                                             | Rock It                                                                 | 24                 | —                  | —                  | —                  | —                  | —                  | —                  | —                  | —                  | —                  | —                  | —                  | Ofenbach |
| 2019                                                                             | Wicked Game (feat. Bergman)                                             | —                  | —                  | —                  | —                  | —                  | —                  | —                  | —                  | —                  | —                  | —                  | —                  |          |
| 2019                                                                             | Insane                                                                  | 101                | —                  | —                  | —                  | —                  | —                  | —                  | —                  | —                  | —                  | —                  | —                  |          |
| 2020                                                                             | We Can Hide Out (avec Portugal. The Man)                                | —                  | —                  | —                  | —                  | —                  | —                  | —                  | —                  | —                  | —                  | —                  | —                  | Ofenbach |
| 2020                                                                             | Head Shoulders Knees & Toes (avec Quarterhead feat. Norma Jean Martine) | 7                  | 6                  | 3                  | 7                  | 38                 | 21                 | 99                 | 16                 | 7                  | —                  | 32                 | 6                  | I        |
| 2021                                                                             | Wasted Love (feat. Lagique)                                             | 24                 | 12                 | 19                 | 18                 | 4                  | 15                 | 65                 | —                  | 23                 | 84                 | —                  | 13                 | I        |
| 2021                                                                             | Call Me Papi (avec Feder feat. Dawty Music)                             | 179                | —                  | —                  | —                  | —                  | —                  | —                  | —                  | —                  | —                  | —                  | —                  |          |
| 2021                                                                             | Hurricane (avec Ella Henderson)                                         | 58                 | —                  | —                  | 31                 | 18                 | —                  | —                  | —                  | 43                 | —                  | —                  | —                  | I        |
| 2021                                                                             | On My Shoulders (avec Dubdogz)                                          | —                  | —                  | —                  | —                  | —                  | —                  | —                  | —                  | —                  | —                  | —                  | —                  |          |
| 2022                                                                             | 4U                                                                      | 93                 | —                  | —                  | —                  | 50                 | —                  | —                  | —                  | —                  | —                  | —                  | —                  | I        |
| 2022                                                                             | Love Me Now (feat. Fast Boy)                                            | 161                | —                  | —                  | —                  | 44                 | —                  | —                  | —                  | —                  | —                  | —                  | —                  | I        |
| 2022                                                                             | Deep It Low (avec Fabich)                                               | —                  | —                  | —                  | —                  | —                  | —                  | —                  | —                  | —                  | —                  | —                  | —                  |          |
| 2022                                                                             | I Ain't Got No Worries (avec R3hab)                                     | —                  | —                  | —                  | —                  | —                  | —                  | —                  | —                  | —                  | —                  | —                  | —                  | I        |
| 2023                                                                             | Body Talk (avec SVEA)                                                   | 107                | —                  | —                  | —                  | 15                 | —                  | —                  | —                  | —                  | —                  | —                  | —                  |          |
| 2023                                                                             | Can't Forget You (avec James Carter & James Blunt)                      | —                  | —                  | —                  | —                  | —                  | —                  | —                  | —                  | —                  | —                  | —                  | —                  |          |
| 2023                                                                             | On the Floor (avec HOLA!)                                               | —                  | —                  | —                  | —                  | —                  | —                  | —                  | —                  | —                  | —                  | —                  | —                  |          |
| 2023                                                                             | Overdrive (feat. Norma Jean Martine)                                    | 18                 | 5                  | 6                  | 7                  | 3                  | 41                 | —                  | —                  | 9                  | —                  | 92                 | 8                  |          |
| 2024                                                                             |                                                                         |                    |                    |                    |                    |                    |                    |                    |                    |                    |                    |                    |                    |          |
| « — » signifie que le single ne s'est pas classé ou n'est pas sorti dans le pays |                                                                         |                    |                    |                    |                    |                    |                    |                    |                    |                    |                    |                    |                    |          |

### Remixes
- 2014 : Miriam Makeba - Pata Pata (Ofenbach Remix)
- 2014 : Andreas Moe - Under the Sun (Ofenbach Remix)
- 2014 : James Bay - Hold Back the River (Ofenbach Remix)
- 2015 : Bob Sinclar feat. Dawn Tallman - Feel the Vibe (Ofenbach Remix)
- 2016 : Lily & Madeleine - Come To Me (Ofenbach Remix)
- 2016 : Praise Cats feat. Andrea Love - Shined on Me (Ofenbach Club Remix)
- 2016 : Måns Zelmerlöw - Should've Gone Home (Je ne suis qu'un homme) (Ofenbach Remix)
- 2016 : Shem Thomas - We Just Need A Little (Ofenbach Remix)
- 2017 : James Blunt - Love Me Better (Ofenbach Remix)
- 2017 : Portugal. The Man - Feel It Still (Ofenbach Remix)
- 2017 : Rudimental feat. James Arthur - Sun Comes Up (Ofenbach Remix)
- 2017 : Robin Schulz feat. James Blunt - OK (Ofenbach Remix)
- 2018 : Clean Bandit feat. Demi Lovato - Solo (Ofenbach Remix)
- 2018 : Lost Frequencies feat. James Blunt - Melody (Ofenbach Remix)
- 2018 : Bebe Rexha - I'm a Mess (Ofenbach Remix)
- 2019 : Lauv feat. Anne-Marie - Fuck, I'm Lonely (Ofenbach Remix)
- 2020 : Dua Lipa - Physical (Ofenbach Remix)
- 2020 : Joel Corry feat. MNEK - Head & Heart (Ofenbach Remix)
- 2020 : Robin Schulz feat. Kiddo - All We Got (Ofenbach Remix)
- 2021 : Faouzia & John Legend - Minefields (Ofenbach Remix)
- 2021 : Years and Years - Starstruck (Ofenbach Remix)
- 2021 : Ed Sheeran - Shivers (Ofenbach Remix)
- 2021 : Ofenbach & Ella Henderson - Hurricane (VIP Remix)
- 2022 : Aidan Martin - Easy (Ofenbach Remix)
- 2022 : Coldplay & Selena Gomez - Let Somebody Go (Ofenbach Remix)
- 2023 : Ofenbach & SVEA - Body Talk (VIP Remix)
- 2023 : James Carter & Ofenbach & James Blunt - Can't Forget You (Ofenbach VIP Remix)
- 2023 : Michel Polnareff - Holidays (Ofenbach Rework)
- 2023 : Xin Liu - Real Life (Ofenbach Remix)
- 2024 : Sia & Kylie Minogue - Dance Alone (Ofenbach Remix)